# Горбовцы (Литинский район)
Горбо́вцы (укр. Горбівці) — село на Украине, находится в Литинском районе Винницкой области.
Код КОАТУУ — 0522481601. Население по переписи 2001 года составляет 381 человек. Почтовый индекс — 22351. Телефонный код — 4347.
Занимает площадь 0,141 км².
В селе действует храм Воздвижения Креста Господнего Литинского благочиния Винницкой епархии Украинской православной церкви.

## Адрес местного совета
22351, Винницкая область, Литинский р-н, с. Горбовцы, ул. Кирова, 62